# Villemolle 81
Pour plus de détails, voir Fiche technique et Distribution.
Villemolle 81 est un film parodique français réalisé par Winshluss en 2009.

## Synopsis
Le petit village de Villemolle (67 habitants) prépare un grand festival censé apporter le tourisme dans la commune. Ces préparatifs sont filmés par Marc Chambaz, journaliste parisien s'occupant de l'émission « Villages de France ». Après une première catastrophique, une météorite s'écrase dans le village et diffuse un virus mutant transformant les habitants en zombies mangeurs de chair humaine. Face à cette menace, le village organise la lutte...

## Fiche technique
- Réalisation : Winshluss.
- Direction séquences « Zoltar » : Cizo
- Scénario : Winshluss et Frédéric Felder
- Chef-opérateur : Prune Brenguier
- Musique originale : Olivier Bernet
- Chef monteur : François Nabos
- Montage : Stéphane Soulié et Hervé Lavigne
- Son : Marc Pichelin, Laurent Sassi et Denis Vautrin
- Mixage : Jean-Pierre Taïeb
- Chef décorateur : David Chiesa
- Graphisme : Fanny Dalle-Rive
- Peintures et dessins : Bernard Katou
- Directeur de production : Raphaël Barban
- Production : Ferraille Prod, Les Requins Marteaux et Kidam, avec le soutien de 9emeArt+ et du FIBD

## Distribution
- Frédéric Felder : Le maire Franck Ballon
- Frédérique Arnoux : Crystel, secrétaire du maire
- Frédéric Lathérade : L'écologiste
- Blutch : Marc Chambaz, journaliste
- Pierre Laxague : Zoltar
- Hélène Larrouy : L'artiste féministe
- Fabrice Warchol : Policier municipal 1
- Jérôme Jolicart : Policier municipal 2
- David Bourgeois : Francis
- Nicolas Leroy : Tania
- Grégry Lakowickz : Sergio Dominguez
- Jean-Louis Capron : Sébastien

## Autour du film
- Un grand nombre d'acteurs et de membres de l'équipe technique sont issus du milieu de la bande dessinée, milieu dont le réalisateur est issu (il a notamment remporté le Fauve d'or d'Angoulême en 2009).
- Le film utilise des techniques d'inspirations diverses allant des vidéos de promotion locales aux films muets en passant par les films d'animations en pâte à modeler.

## Distinction
- Sélection à l'Étrange festival de Paris et Strasbourg.
- Sélectionné à la Nuit des Zombies.
- Prix de la découverte au Festival de Quend du film grolandais.